# Øystein I. (Norwegen)

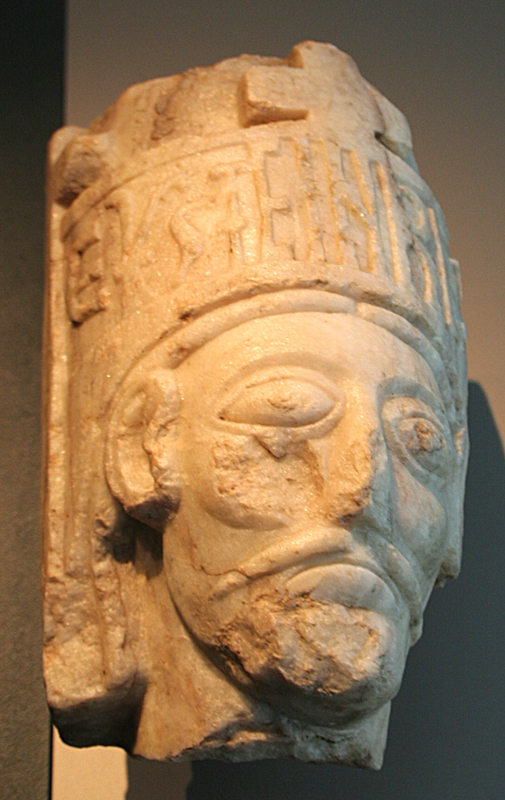
Büste von Øystein Magnusson

Øystein Magnusson (* um 1088; † 29. August 1123) war zusammen mit seinen Brüdern Olav (der früh starb) und Sigurd Jorsalfari König in Norwegen von 1103 bis 1123. Er war der Sohn von Magnus Barfot und einer unbekannten Frau niederer gesellschaftlicher Stellung. Er war verheiratet mit Ingeborg Guttormsdóttir.
Während seiner Regierungszeit kümmerte er sich um die Infrastruktur, baute Fischerunterkünfte auf den Lofoten, baute Bergen aus und gründete dort das Kloster Munkeliv.
Sein Königtum war noch von der klassischen Art, musste von den Thingversammlungen bestätigt werden, und seine Macht war begrenzt durch die Macht der großen Jarle, als da waren: der mächtige Erling Skjalgsson nahe bei Stavanger und Einar Tambarskjelve in Trøndelag, jeder mit einem ebenso mächtigen Geschlecht im Rücken. Er war auch dem Thing-Gericht unterworfen, wie verschiedene Rechtshändel mit seinen Brüdern belegen.